# USS Orleck (DD-886)
USS Orleck (DD-886) là một tàu khu trục lớp Gearing được Hải quân Hoa Kỳ chế tạo vào giai đoạn cuối Chiến tranh Thế giới thứ hai. Nó là chiếc tàu chiến duy nhất của Hải quân Mỹ được đặt theo tên Đại úy Hải quân Joseph Orleck (1906–1943), chỉ huy tàu kéo Nauset (AT–89), đã tử trận khi con tàu bị máy bay Đức đánh chìm trong vịnh Salerno, và được truy tặng Huân chương Chữ thập Hải quân. Hoàn tất khi chiến tranh đã kết thúc, con tàu tiếp tục phục vụ trong giai đoạn Chiến tranh Lạnh, Chiến tranh Triều Tiên và Chiến tranh Việt Nam cho đến khi ngừng hoạt động và được chuyển cho Thổ Nhĩ Kỳ năm 1982. Nó tiếp tục phục vụ cùng Hải quân Thổ Nhĩ Kỳ như là chiếc TCG Yücetepe (D 345) cho đến khi được hoàn trả cho Hoa Kỳ năm 2000. Con tàu hiện đang là một tàu bảo tàng tại Orange, Texas, nhưng đang có kế hoạch chuyển nó đến sông Calcasieu tại Lake Charles, Louisiana. Orleck được tặng thưởng bốn Ngôi sao Chiến trận do thành tích phục vụ trong Chiến tranh Triều Tiên.

## Thiết kế và chế tạo
Orleck được đặt lườn tại xưởng tàu của hãng Consolidated Steel Corporation ở Orange, Texas vào ngày 28 tháng 11 năm 1944. Nó được hạ thủy vào ngày 12 tháng 5 năm 1945; được đỡ đầu bởi bà Joseph Orleck, vợ góa Đại úy Orleck, và nhập biên chế vào ngày 15 tháng 9 năm 1945 dưới quyền chỉ huy của Hạm trưởng, Trung tá Hải quân J. D. Andrew.

## Lịch sử hoạt động

### 1945 1950
Sau khi hoàn tất việc chạy thử máy huấn luyện tại vùng biển Caribe, Orleck lên đường vào ngày 20 tháng 1 năm 1946 để đi sang San Diego, rồi tiếp tục hành trình hướng sang Viễn Đông, và gia nhập Đệ Thất hạm đội vào tháng 3. Con tàu đảm nhiệm việc vận chuyển thư tín đi lại từ Hong Kong đến Thượng Hải, Thanh Đảo và Đại Cô Khẩu, Trung Quốc, và Jinsen, Triều Tiên. Con tàu đã tham gia đợt tập trận ngoài khơi Guam kéo dài một tháng trước khi gia nhập trở lại Lực lượng Đặc nhiệm 77, và tiếp tục hoạt động tại các vùng biển Trung Quốc và Nhật Bản.
Lên đường quay trở về nhà vào tháng 1, 1947, Orleck tiếp tục hoạt động tại vùng bờ Tây cho đến tháng 2, 1948, khi nó lên đường hướng sang khu vực Tây Thái Bình Dương. Nó tham gia các thử nghiệm của Ủy ban Năng lượng Nguyên tử tại đảo Eniwetok vào tháng 3, rồi tiếp tục hướng sang phía Tây để phục vụ cùng Bộ chỉ huy Hải quân Viễn Đông. Hoàn thành lượt phục vụ, nó quay trở về theo hướng Đông Bắc, hoạt động tại vùng biển lạnh giá Alaska từ tháng 1 đến tháng 3, 1949, rồi tiếp tục hoạt động dọc theo vùng bờ Tây và vùng biển Hawaii cho đến tháng 10. Nó có lượt phục vụ tiếp theo tại Viễn Đông, và khi quay về San Diego vào tháng 7, 1950 lại vừa đúng vào lúc chiến tranh nổ ra tại Triều Tiên.

### Chiến tranh Triều Tiên
Orleck lên đường vào ngày 18 tháng 2, 1951 để đi sang vùng chiến sự, gia nhập cùng lực lượng Liên Hợp Quốc tại vùng bờ Đông bán đảo Triều Tiên. Nó ở lại khu vực cho đến tháng 6, luân phiên các hoạt động hộ tống chống tàu ngầm và canh phòng máy bay cùng Lực lượng Đặc nhiệm 77 với các hoạt động bắn phá bờ biển và phong tỏa cùng Lực lượng Đặc nhiệm 95. Nó rút lui về Okinawa vào tháng 6 để nghỉ ngơi, tiếp liệu và sửa chữa, để rồi lại lên đường quay trở lại vùng chiến sự vào tháng 7, tiếp tục phục vụ cùng các lực lượng đặc nhiệm 77 và 95.
Quay trở về San Diego vào ngày tháng 10, 1951, Orleck hoạt động huấn luyện cho các thủy thủ đoàn tàu khu trục và tập trận hải đội, cho đến khi nó lại đi sang Viễn Đông vào cuối tháng 6, 1952. Đi đến Sasebo vào ngày 26 tháng 6, nó gia nhập cùng Lực lượng Đặc nhiệm 95 không lâu sau đó cho các nhiệm vụ can thiệp và phong tỏa vận tải đối phương. Đang khi tuần tra về phía Nam đảo Yang-do vào ngày 15 tháng 7, nó đã phá hủy một đoàn tàu hỏa tiếp vận đối phương tại một vị trí giữa hai đường hầm, và lặp lại thành tích này một lần nữa vào ngày 27 tháng 7. Con tàu quay trở lại phục vụ cùng Lực lượng Đặc nhiệm 77 trước khi được điều sang Lực lượng Đặc nhiệm 72 để hoạt động tuần tra tại khu vực eo biển Đài Loan. Quay trở lại vùng chiến sự Triều Tiên vào ngày 8 tháng 10, trong hai tháng tiếp theo nó lại luân phiên hoạt động cùng các lực lượng đặc nhiệm 77 và 95.

### 1954 - 1965

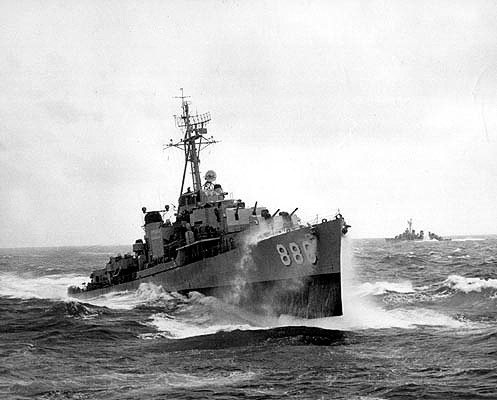
Orleck đang di chuyển khi biển động mạnh, thập niên 1950.

Khi cuộc xung đột tại bán đảo Triều tiên chấm dứt nhờ đạt được thỏa thuận ngừng bắn vào tháng 7, 1953, Orleck luân phiên các hoạt động bảo trì và huấn luyện tại vùng bờ Tây với những lượt cử sang phục vụ tại Viễn Đông. Trong lượt hoạt động vào tháng 2, 1955, khi xảy ra vụ Khủng hoảng eo biển Đài Loan lần 1, nó đã tuần tra tại khu vực eo biển Đài Loan cho đến khi được thay phiên, trước khi lực lượng Quốc Dân đảng được cho triệt thoái khỏi quần đảo Đại Trần. Vào tháng 5, 1960, nó được điều động sang Hải đội Khu trục 3, đơn vị đầu tiên đặt cảng nhà tại Viễn Đông kể từ khi kết thúc Thế Chiến II. Con tàu đặt căn cứ tại cảng Yokosuka, Nhật Bản trong suốt 27 tháng tiếp theo, chủ yếu hoạt động cùng các tàu sân bay nhanh và đã ba lượt được phái sang phục vụ cùng Lực lượng Đặc nhiệm 72.
Vào tháng 8, 1962, Orleck quay trở về vùng bờ Tây và trải qua một đợt sửa chữa và nâng cấp trong khuôn khổ Chương trình Hồi sinh và Hiện đại hóa Hạm đội (FRAM: Fleet Rehabilitation and Modernization. Chương trình này nhằm mục đích kéo dài vòng đời hoạt động thêm 10 đến 20 năm, đồng thời nâng cao năng lực tác chiến. Nó rời xưởng tàu với một cầu tàu mới, những thiết bị điện tử, radar và sonar hiện đại, trang bị thêm tên lửa chống ngầm RUR-5 ASROC, cùng hầm chứa và sàn đáp để vận hành máy bay trực thăng không người lái chống tàu ngầm Gyrodyne QH-50 DASH.
Từ tháng 11, 1963 đến tháng 6, 1964, Orleck đặt cảng nhà tại Long Beach, California và hoạt động huấn luyện thực hành trong thành phần Đệ Nhất hạm đội dọc theo vùng bờ Tây. Con tàu được phái sang Viễn Đông và gia nhập Lực lượng Đặc nhiệm 77 tại biển Đông ngoài khơi Việt Nam, khi cường độ xung đột trong cuộc Chiến tranh Việt Nam ngày càng leo thang, và cho đến tháng 10 đã hộ tống các tàu sân bay trong vịnh Bắc Bộ. Nó quay trở lại Nhật Bản trước khi hoạt động tuần tra tại eo biển Đài Loan, rồi đi đến Philippines trước khi quay trở lại vùng biển Việt Nam. Nó tiếp tục hoạt động cùng Lực lượng Đặc nhiệm 77 tại khu vực ngoài khơi Việt Nam cho đến tháng 6, 1965. Con tàu được cho tách ra trong một tháng để gia nhập Lực lượng Đặc nhiệm 130, làm nhiệm vụ thu hồi tàu không gian Gemini 4 vào ngày 7 tháng 6.

### Chiến tranh Việt Nam
Orleck quay trở lại vùng biển Việt Nam vào tháng 7, 1965 để phục vụ hộ tống và canh phòng máy bay cho tàu sân bay Oriskany (CV-34). Sau đó nó chuyển sang vai trò bắn phá và hỗ trợ hải pháo dọc bờ biển, và đã tham gia các Chiến dịch Starlight hỗ trợ cho hoạt động đổ bộ và tác chiến tại khu vực Chu Lai, cũng như trong Chiến dịch Piranha tương tự tại khu vực Vạn Tường, Quảng Ngãi. Nó rút lui khỏi vùng chiến tuyến vào cuối tháng 9, để rồi quay trở lại trong tháng 10 để hỗ trợ những hoạt động cuối cùng trong loạt Chiến dịch Dagger Thrust.
Sau khi trải qua kỳ nghỉ lễ Giáng sinh tại Nhật Bản, Orleck quay trở lại vùng biển Việt Nam vào tháng 1, 1966 cho những hoạt động trinh sát, rồi tiếp nối bằng đợt hoạt động bắn phá và hỗ trợ hải pháo kéo dài trong 30 ngày tại khu vực Chu Lai-Tam Kỳ, trong khuôn khổ Chiến dịch Double Eagle. Nó quay trở lại Nhật Bản vào giữa tháng 3, rồi lên đường quay trở về Hoa Kỳ và ở lại cảng nhà Long Beach. Con tàu được nghỉ ngơi, đại tu và huấn luyện tại chỗ tại vùng bờ Tây, cho đến khi lại khởi hành vào ngày 19 tháng 9, 1967 để đi sang Việt Nam. Thoạt tiên làm nhiệm vụ tại Trạm Yankee trong vịnh Bắc Bộ, nó luân phiên hoạt động hộ tống chống tàu ngầm và canh phòng máy bay cho các tàu sân bay với nhiệm vụ theo dõi những tàu trinh sát điện tử Liên Xô ngụy trang như những "tàu đánh cá" lảng vảng trong khu vực. Đến cuối tháng 1, 1968, vào lúc cao điểm của cuộc tấn công Tết Mậu Thân, nó chuyển sang nhiệm vụ hỗ trợ hải pháo ngoài khơi Vũng Tàu, và tiếp tục làm nhiệm vụ này cho đến khi lên đường quay trở về nhà vào ngày 17 tháng 2.
Về đến Long Beach vào tháng 3, 1968, Orleck được nghỉ ngơi, sửa chữa và huấn luyện không lâu, trước khi lại phải lên đường vào ngày 31 tháng 7 như một đơn vị không được luân phiên của Đệ Thất hạm đội. Tiếp tục đặt căn cứ tại Yokosuka, nó có mặt ngoài khơi Việt Nam vào ngày 13 tháng 9 để hỗ trợ cho hoạt động tác chiến của Sư đoàn 9 Bộ binh (Hàn Quốc) tại khu vực Nha Trang- Cam Ranh. Chiếc tàu khu trục dành phần lớn thời gian của lượt phục vụ cho hoạt động bắn phá dọc bờ biển, bao gồm việc ngăn chặn vận chuyển tiếp liệu của đối phương ở phía Nam Khu phi quân sự và khu vực trách nhiệm của Quân đoàn I và hoạt động hỗ trợ hải pháo tại khu vực phía Nam Sài Gòn.
Orleck sau đó còn có thêm ba lượt phục vụ khác trong cuộc Chiến tranh Việt Nam: vào giai đoạn nữa đầu năm 1970; từ tháng 8, 1971 đến tháng 2, 1972; và từ tháng 12, 1972 đến tháng 8, 1973. Trong đợt hoạt động năm 1970, vào ngày 19 tháng 3, chiếc tàu khu trục đã mắc tai nạn va chạm với tàu chở dầu tại vùng biển ngoài khơi Huế, Nam Việt Nam. Trong hoàn cảnh biển động, Orleck đang được tiếp nhiên liệu từ Neches và mọi thứ đang diễn ra bình thường; bất ngờ chiếc tàu khu trục chuyển hướng cho đến khi mũi nó va vào mạn chiếc tàu chở dầu phía giữa tàu bên mạn phải, rồi rạch dọc theo mạn tàu về phía đuôi Neches. Orleck bị rớt lại phía sau Neches, để lại mỏ neo bên mạn trái của nó trên sàn chiếc tàu chở dầu. Không có thương vong trên cả hai con tàu, và sau khi được sửa chữa, Orleck tiếp tục phục vụ trong khi Nechesđược cho xuất biên chế.
Orleck được cho xuất biên chế vào ngày 1 tháng 10, 1982 để được chuyển cho Thổ Nhĩ Kỳ. Tên nó được cho rút khỏi danh sách Đăng bạ hải quân vào ngày 6 tháng 8, 1987.

### TCG Yücetepe (D 345)
Con tàu nhập biên chế cùng Hải quân Thổ Nhĩ Kỳ vào ngày 1 tháng 10, 1982, và phục vụ như là chiếc TCG Yücetepe (D 345) cho đến năm 2000. Nó được hoàn trả cho Hoa Kỳ để được bảo tồn như một tàu bảo tàng.

### Tàu bảo tàng

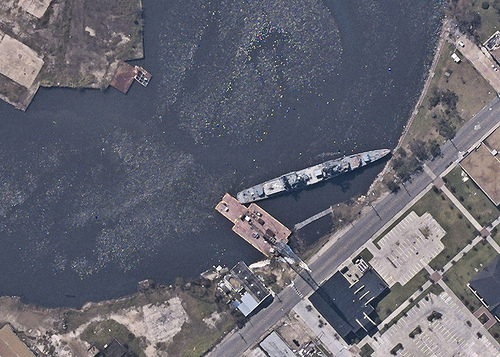
Tàu bảo tàng USS Orleck bị mắc cạn sau cơn bão Rita năm 2005.

Vào ngày 12 tháng 8, 2000, chính phủ Thổ Nhĩ Kỳ trao tặng Yücetepe cho tổ chức Southeast Texas War Memorial and Heritage Foundation tại Orange, Texas, nhằm sử dụng như một đài tưởng niệm và tàu bảo tàng dưới cái tên ban đầu USS Orleck.
Khi cơn cuồng phong Rita càn quét qua khu vực bờ biển Texas vào tháng 9, 2005, bị hư hại nặng. Tuy nhên sau khi được sửa chữa, thành phố Orange từ chối không cho phép chiếc tàu bảo tàng quay trở lại, nên nó phải neo đậu tạm thời tại đảo Levingston. Đến ngày 6 tháng 5, 2009, USS Orleck đạt được một thỏa thuận với thành phố Lake Charles, Louisiana, nên con tàu được kéo đến Lake Charles vào ngày 20 tháng 5, 2010 và được chính thức mở cửa vào ngày 10 tháng 4, 2011. Tuy nhiên đến năm 2019 những khó khăn về tài chính đã khiến con tàu đối diện với số phận buộc phải đánh chìm hay tháo dỡ.
Sau những nỗ lực của thành phố Jacksonville, Florida nhằm sở hữu tàu khu trục USS Charles F. Adams (DDG-2) như một tàu bảo tàng bị thất bại, đã có đề nghị sở hữu Orleck và chuyển nó đến vị trí dự định dành cho Charles F. Adams. Tổ chức USS Adams Association đã xem xét con tàu và cho rằng có thể kéo con tàu từ Lake Charles đến Jacksonville an toàn, và đề nghị trên tiếp tục được xem xét.
Vào ngày 30 tháng 8, 2019, Bảo tàng Hải quân Jacksonville tuyên bố việc chuyển Orleck đến Jacksonville đã được chấp thuận, và đang chờ đợi những kế hoạch chi tiết cuối cùng với Hội đồng thành phố Jacksonville. Sang tháng 2, 2020, việc di chuyển đến Jacksonville được xác nhận. Con tàu sẽ ở lại Lake Charles cho đến ngày 1 tháng 3, 2020 trước khi đóng cửa để được Tuần duyên Hoa Kỳ giám sát, rồi kéo đến một ụ tàu tại Texas để sửa chữa trước khi được kéo đến Jacksonville.
Việc kéo Orleck đến Jacksonville bị trì hoãn do việc bùng nổ cơn Đại dịch COVID-19. Khi xảy ra cơn cuồng phong Laura vào tháng 8, 2020, con tàu bị đứt khỏi nơi neo đậu trên sông Calcasieu và bị trôi dạt xuống hạ lưu trước khi bị mắc cạn, và chịu đựng một số thiệt hại.

## Phần thưởng
Orleck được tặng thưởng bốn Ngôi sao Chiến trận do thành tích phục vụ trong Chiến tranh Triều Tiên.